# Una familia feliz (novela)
"Una familia feliz" ("Happy Family") es una novela del escritor y guionista alemán David Safier, publicada en Alemania en 2011 por la editorial Rowohlt Verlag GmbH. En España fue publicada por Seix Barral en el año 2012. 

## Argumento
La familia Von Kieren es un caos. Emma, la madre, está a punto de perder su librería por impagos, su marido solo vive para trabajar, su hija adolescente pasa de los estudios y el pequeño de la familia se ha enamorado de una chica que no le hace caso. Un día celebran una fiesta de disfraces una bruja lanza un hechizo a la familia para que se conviertan en el personaje del que se han vestido  una vampira, Frankenstein, la momia y un hombre lobo. A partir de ese momento comenzarán a recorrer un mundo de monstruos, fantasmas y otras criaturas con el que intentarán volver a sus vidas anteriores.